# Neomulona torniplaga
Neomulona torniplaga är en fjärilsart som beskrevs av Jones 1914. Neomulona torniplaga ingår i släktet Neomulona och familjen björnspinnare. Inga underarter finns listade i Catalogue of Life.